# Kiernan Dewsbury-Hall
Kiernan Dewsbury-Hall, couramment appelé KDH, né le 6 septembre 1998 à Shepshed, est un footballeur anglais qui évolue au poste de milieu relayeur au Everton FC.

## Biographie

### Carrière en club
Dewsbury-Hall est né et a grandi à Shepshed, dans le Leicestershire. Il rejoint l'académie de Leicester City en 2006 à l'âge de huit ans, en provenance des Shepshed Dynamo Warriors,. Il signe son premier contrat professionnel avec le club de Leicester en 2017, puis est nommé meilleur joueur de l'académie en 2019.
Dewsbury-Hall fait ses débuts en équipe première lors d'une victoire 1-0 en FA Cup contre Brentford le 25 janvier 2020, entrant en jeu à la place de Kelechi Iheanacho. Deux jours plus tard, il rejoint Blackpool en prêt pour le reste de la saison 2019-2020. Il est buteur lors de ses débuts le lendemain lors d'une défaite 2-1 à l'extérieur contre les Wycombe Wanderers, après avoir remplacé Grant Ward à la mi-temps. Il apparaît à son aise dans ce championnat de troisième division anglais, malgré une saison à la fin précoce, du fait de la pandémie.
Le 16 octobre 2020, Dewsbury-Hall signe un nouveau contrat de quatre ans avec Leicester et rejoint Luton Town en prêt pour la saison suivante. Il s'installe rapidement comme un titulaire indiscutable, qui joue un rôle important pour le club de Championship, présent en phase offensive, efficace en défense et possédant une capacité à orienter le jeu vers l'avant depuis sa position reculée,.

## Palmarès

### En club
| Leicester City FC                                                                          | Chelsea FC                                                                                          |
| ------------------------------------------------------------------------------------------ | --------------------------------------------------------------------------------------------------- |
| - Community Shield (1) : - Vainqueur en 2021. - EFL Championship (1) : - Champion en 2024. | - Coupe du monde des clubs (1) : - Vainqueur en 2025. - Ligue Conférence (1) : - Vainqueur en 2025. |

### Distinctions personnelles
- Membre de l'équipe-type de Championship en 2024 (EFL)[10].